# 데스 밸리 (드라마)
데스 밸리(Death Valley)는 2011년 8월 29일부터 11월 21일까지 MTV에서 방영된 드라마이다.

## 캐스트
- 브라이언 캘런 - Frank Dashell
- 찰리 샌더스 - Joe Stubeck
- 브라이스 존슨 - Billy Pierce
- 케이티 로츠 - Kirsten Landry
- 타니아 레이먼드 - Carla Rinaldi
- 텍사스 배틀 - John Johnson